# Plakinastrella
Plakinastrella is een geslacht van sponsdieren uit de klasse van de Homoscleromorpha.

## Soorten
- Plakinastrella ceylonica (Dendy, 1905)
- Plakinastrella clathrata Kirkpatrick, 1900
- Plakinastrella clippertonensis van Soest, Kaiser & van Syoc, 2011
- Plakinastrella copiosa Schulze, 1880
- Plakinastrella globularis Domingos, Moraes & Muricy, 2013
- Plakinastrella mammillaris Lendenfeld, 1907
- Plakinastrella microspiculifera Moraes & Muricy, 2003
- Plakinastrella minor (Dendy, 1916)
- Plakinastrella mixta Maldonado, 1992
- Plakinastrella onkodes Uliczka, 1929
- Plakinastrella oxeata Topsent, 1904
- Plakinastrella polysclera Lévi & Lévi, 1989
- Plakinastrella stinapa Van Soest, Meesters & Becking, 2014
- Plakinastrella trunculifera Topsent, 1927